# Línea 620 (La Matanza)

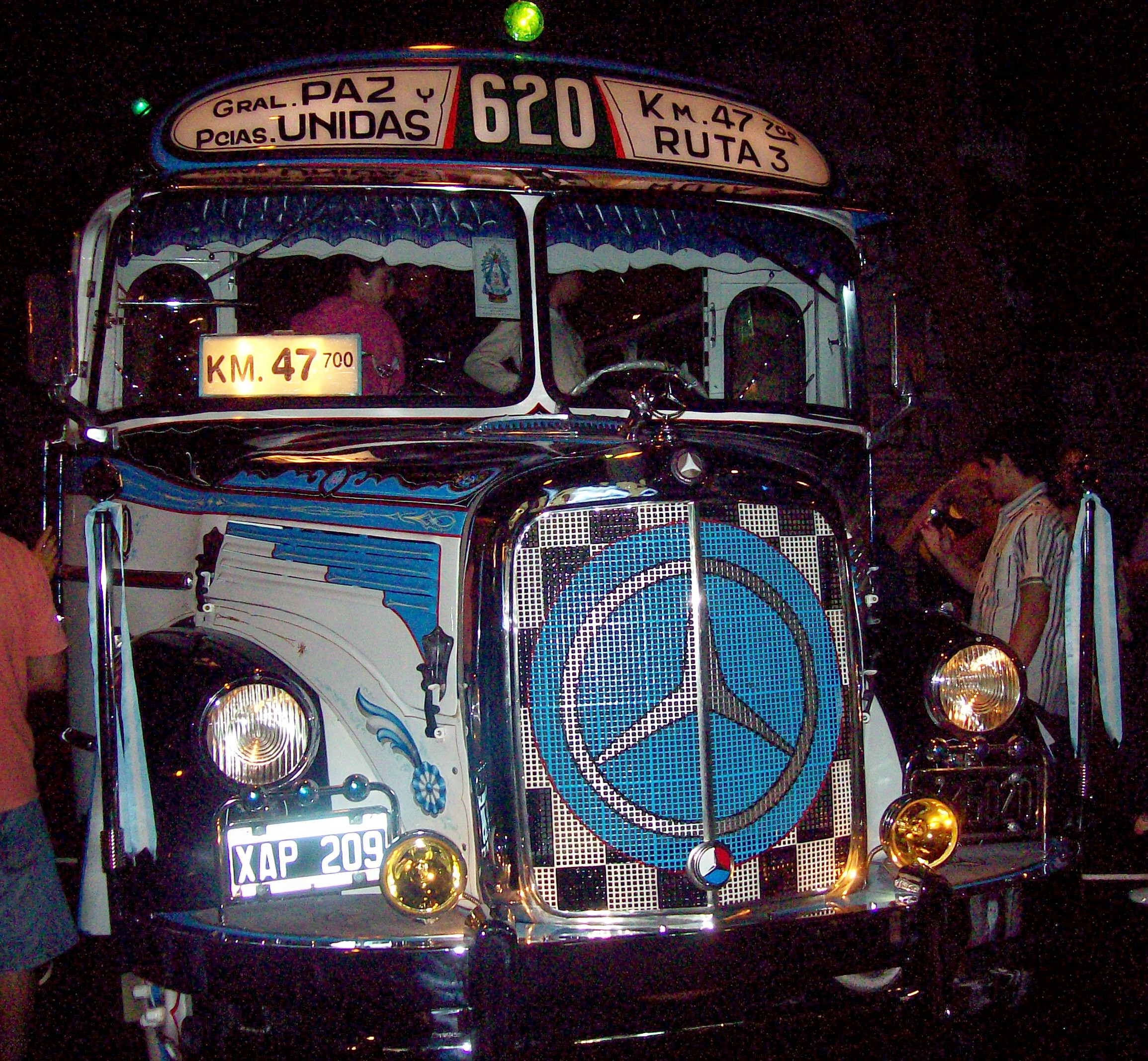
Unidad restaurada de la línea 620.

La línea 620 es una línea de colectivos. Opera dentro del partido de La Matanza, siendo prestado el servicio por Nuevo Ideal S.A. Sus distintos ramales recorren las localidades de Lomas del Mirador, Ramos Mejía, San Justo, Isidro Casanova, Gregorio de Laferrere, González Catán y Virrey del Pino.

## Recorridos
- General Paz y Ruta 3 – Ruta 3 Km. 47,700
- General Paz y Ruta 3 – Ruta 3 Km. 47,700 por Escuela 88
- General Paz y Ruta 3 – Ruta 3 Km. 47,700 por González Catán por Barrio Esperanza
- General Paz y Ruta 3 – Ruta 3 Km. 42 Penal Virrey del Pino por Barrio San Martín
- General Paz y Ruta 3 – Ruta 3 Km. 39 Barrio Esperanza
- General Paz y Ruta 3 – Ruta 3 Km. 36,500 Barrio San Pedro
- General Paz y Ruta 3 – Ruta 3 Km. 35 Barrio San Pedro por Campana
- General Paz y Ruta 3 – Ruta 3 Km. 32 Barrio Los Ceibos
- General Paz y Ruta 3 – Ruta 3 Km. 30 Villa Dorrego
- General Paz y Ruta 3 – Ruta 3 Km. 29 Barrio Independencia
- General Paz y Ruta 3 – Plaza G. Catán por Villa Scasso por Da Vinci
- General Paz y Ruta 3 – Villa Scasso por Laferrere
- General Paz y Ruta 3 – Ruta 3 Km. 31 Barrio Los Ceibos por Ramos Mejía por Catán
- General Paz y Ruta 3 – Ruta 3 Km. 30,700 Villa Dorrego por Ramos Mejía
- General Paz y Ruta 3 – Laferrere por Borgward por Ramos Mejía
- González Catán - Ruta 3 Km. 31 Villa Dorrego - Ruta 3 Km. 29
- González Catán - Ruta 3 Km. 47,700 por Km. 46
- González Catán - Ruta 3 Km. 43 Barrio La Recoleta por Barrio San Martín
- González Catán - Ruta 3 Km. 42 Barrio Vernazza por Barrio Esperanza
- González Catán - Ruta 3 Km. 35 Barrio San Pedro por Campana
- González Catán - Ruta 3 Km. 33 Barrio Los Ceibos
- González Catán - Ruta 3 Km. 32 Barrio Los Ceibos